# Blackthorne
Blackthorne — платформер, разработанный Blizzard Entertainment и изданный Interplay в 1994 году. Игровой процесс и управление вызывают отдалённые ассоциации с игрой Prince of Persia, при этом действие разворачивается на другой планете, в мире, где распространены магия и технология, протагонист вооружён не мечом, а дробовиком и гранатами.
В Европе игра выходила под названием BlackHawk. По словам разработчиков, решение о смене названия было принято, когда им стало известно о том, что Blackthorn — популярная марка пива. В 2013 году игра стала доступна для свободного скачивания на игровом сервисе Battle.net.

## Игровой процесс
Каждая зона представляет собой замкнутую систему локаций, покинуть которую можно единственно возможным путём, преодолев все преграды и устранив противников, препятствующих продвижению. После чего игрок попадает на следующую зону и так постепенно продвигается к финальной сцене. Игроку периодически придётся решать головоломки для продвижения по уровням. Игровой процесс использует традиционные для платформенной аркады приёмы, такие как перемещение бегом, перепрыгивание через провалы и пропасти, карабканье. Встречающиеся монстры ликвидируются при помощи оружия, зачастую они также бывают вооружены стрелковым оружием и/или гранатами, но могут вести и рукопашный бой (в отличие от Кайла). Уничтожение всех монстров не обязательно, но может существенно облегчить продвижение вперёд.
В игре присутствует возможность уклонения: в ходе перестрелки можно отклониться от линии огня, чтобы не попасть под пули противника (при этом нельзя вести огонь самому). Монстры также умеют уклоняться.

## Сюжет
Действие игры происходит на планете Туул (Tuul), существовавшей без ведома людей. Народом Туула правил один «благословлённый всеми знаниями» шаман. За годы до начала событий игры, последний правитель планеты, Торос, столкнулся с невозможностью выбрать, кто из его сыновей будет править планетой. В надежде решить эту дилемму, он привёл их в пустыню, где совершил самоубийство. Его тело преобразилось в два камня, — Лайтстоун (Светлый камень) и Даркстоун (Тёмный камень), — и дал по одному двум сыновьям, чтобы они правили своими королевствами. Люди Лайтстоуна основали королевство Андрот (Androth), а люди Даркстоуна — Ка’дра’суул (Ka’dra’suul). Но в то время как Андрот уважал Лайтстоун, Ка’дра’суул отверг его, что в конечном итоге превратило жителей королевства в монстров, что позволило ка’дре по имени Сарлак (Sarlac) захватить власть. Он собрал огромную армию и повёл их на войну против Андрота. Понимая, что народ обречён, правитель Андрота, король Вларос, с помощью мага Галадрила, отправил своего сына Кайла на планету Земля, позволив ему избежать смерти. Также он отдал Кайлу Лайтстоун на хранение.
20 лет спустя возмужавший Кайл Вларос (теперь известный как Кайл Блэкторн) стал известным военным капитаном и наёмником. После побега из тюрьмы перед трибуналом, Кайлу приходят странные видения и в итоге встречается с Галадрилом, который сообщает, что настало время вернуться на Туул и освободить народ от гнёта Сарлака. Кайл отправляется в путь, чтобы убить Сарлака и вернуть себе трон.
Кайл пробивается через кишащие монстрами земли Туула и проникает в замок Сарлака. Встретившись с ним в тронном зале и пригрозив повесить его череп на стену в качестве трофея, Кайл вступает в бой с демоном и побеждает, мстя за своего отца. После победы, Даркстоун перестаёт представлять угрозу для жителей Туула и Кайл становится новым королём Андрота, где на протяжении многих лет правит честно, справедливо и с честью.

## Восприятие критикой
| Сводный рейтинг | Сводный рейтинг |
| Агрегатор       | Оценка          |
| --------------- | --------------- |
| GameRankings    | 68,64 %         |

Рассматривая версию игры для Game Boy Advance, обозреватель GameSpot отмечал её схожесть с играми Prince of Persia и Flashback. Он высказал мнение, что графика по сравнению со SNES-версией не была улучшена, а наоборот, производит впечатление игры на 8-битной системе. Вместе с тем он отметил неплохое звуковое сопровождение и возможность автоматического сохранения игры, которое отсутствовало в SNES-версии. Крейг Харрис в обзоре IGN также сравнил игру с Prince of Persia и назвал её «Принц Персии с огнестрелом».